# Вебер, Беда
Беда Вебер (нем. Beda Weber; 26 октября 1798, Лиенц — 28 февраля 1858, Франкфурт-на-Майне) — австрийский духовный писатель и поэт.
Вступил в Бенедиктинский орден, в 1825 году стал преподавателем в Меранской гимназии, в 1848 году избран во Франкфуртское национальное собрание, где принадлежал к партии Гагерна.
Один из первых членов Венской Императорской академии наук (1847), иностранный член Баварской академии наук (1848).
В 1849 году стал председателем капитула лимбургской епархии.
Главные его произведения: «Das Land Tirol» и лирические стихотворения «Lieder aus Tirol»; им написана также драма «Spartacus». Вебер оставил несколько сочинений по тирольской истории, об Андреасе Гофере и другое. Его духовное сочинение «Blüten heiliger Liebe und Andacht» было очень распространено среди католического населения Южной Германии.

## Память
- В Лиенце, Больцано, Инсбруке, Брунико и Мерано улицы носят его имя.